# 突撃隊は行進する
突撃隊は行進する（ドイツ語: SA marschiert）は、国家社会主義ドイツ労働者党の突撃隊で採用されたナチ党の闘争歌（Kampflied）の一つである。

## 概要
原曲は第一次世界大戦中の1915年に Hermann Albert von Gordon が作詞・作曲した 『真夜中のアルゴナー森（Argonnerwaldlied）』（通称、『工兵歌（Pionierlied）』）であり、大戦後の1919年、スパルタクス団蜂起を記念してスパルタクス団をはじめとする革命派左翼によって替え歌が行われていた。後にルール地方におけるナチ党員もこの曲に独自に歌詞をあて替え歌を行い、1929年にはHerbert Hammer が新たに歌詞を付け、ナチ党及び突撃隊の闘争歌として正式に採用された。

## 内容
当時ドイツではドイツ共産党とその私兵部隊赤色戦線戦士同盟 (Rotfront) など共産主義者が台頭していたが、「共産主義勢力を粉砕し、全ての人に自由とパンを与える」という趣旨の歌詞で、軽快な行進曲調になっている。また、リズムが現代のハウス・ミュージックと同じく4つ打ちになっている。
歌い出しの部分 „Durch deutsches Land”（ドイツにおいて）を、„Durch Groß-Berlin”（大ベルリンにおいて）や „Im Schwabenland”（シュヴァーベンで）あるいは „Im deutschen Land”（ドイツで）などと、入れ替えたバリエーションが存在した。また、歌詞の他のいろいろな部分を他の言葉に置き換えて歌われることもあった。

## 歌詞（ドイツ語）
1. Durch deutsches Land marschieren wir,
Für Adolf Hitler kämpfen wir.
|: Die rote Front, brecht sie enzwei!
SA. marschiert, Achtung! Die Straße frei! :|
2. So stehen wir im Kampf allein,
Durch Blut geschweißt sind unsre Reih'n.
|: Den Blick nach vorn, die Faust geballt!
 Die Straße dann von unserm Schritt erschallt. :|
3. So manchen braven Kamerad
Legten wir schon ins kühle Grab.
|: Wenn auch so manches Auge bricht,
 Wir fürchten Reichsbanner und Rotfront nicht. :|
4. Und ist der Kampf auch noch so schwer,
Wir wanken, weichen nimmermehr!
|: Wir fordern Freiheit, Recht und Brot,
 Für Deutschlands Zukunft gehn wir in den Tod. :|
5. 1. Strophe （1.を繰り返す）

（|: と :|の間をリフレイン）